# The Debt of Honor
The Debt of Honor (o Her Debt of Honor) è un film muto del 1918 diretto da O.A.C. Lund.

## Trama
L'orfana Honor viene adottata da Stanley Middleton, un senatore degli Stati Uniti. Quando scoppia la grande guerra, l'uomo politico è troppo preso dai suoi impegni per accorgersi che la moglie Irma ha una relazione con Frank Schiller. Quest'ultimo è una spia al soldo dei tedeschi e usa la donna per carpirle informazioni. Middleton, una sera, scorge le sagome dei due amanti abbracciati ma Irma ritorce l'accusa contro Honor e la ragazza viene mandata via da casa. Il giorno seguente, però, Irma viene sorpresa mentre sta consegnando dei documenti segreti a Schiller: i due amanti vengono uccisi e Middleton non riesce più darsi pace a causa di ciò che è accaduto. Di lui si prenderà cura Honor, che convola a nozze con Chester, il segretario del senatore.

## Produzione
Il film fu prodotto dalla Fox Film Corporation.

## Distribuzione
Distribuito dalla Fox Film Corporation, il film - presentato da William Fox - uscì nelle sale cinematografiche USA il 10 marzo 1918.